# Jana pláče a Jan se směje
Jana pláče a Jan se směje nebo též Kačenka pláče, Jeníček se směje (ve francouzském originále Jeanne qui pleure et Jean qui rit) je opereta (opérette-bouffe) o jednom dějství francouzského skladatele Jacquese Offenbacha na libreto Charlese Nuittera a Étienna Tréfeua. V první verzi měla premiéru 19. července 1864 v Lázeňském domě (Kursaal) porýnského letoviska Bad Ems, ve druhé verzi pak 3. listopadu následujícího roku v pařížském divadle Théâtre des Bouffes-Parisiens.

## Vznik a charakteristika
Počátkem 60. let 19. století Jacques Offenbach s částí souboru Bouffes-Parisiens zajížděl v létě na krátkou sezónu do lázní Bad Ems, tehdejšího shromaždiště evropské smetánky, aby tam hráli některé kratší kusy z repertoáru svého pařížského divadla. Tyto zájezdy měly úspěch a Offenbach napsal několik drobnějších operet přímo pro Bad Ems. V roce 1864 hrály Bouffes-Parisiens v Bad Ems koncem června a začátkem července; 12. července zde měla premiéru opéra comique Voják čarodějem, s Offenbachovou hudbou a na libreto Nuittera a Tréfeua, a 19. července pak i opereta Jana pláče a Jan se směje stejných autorů.

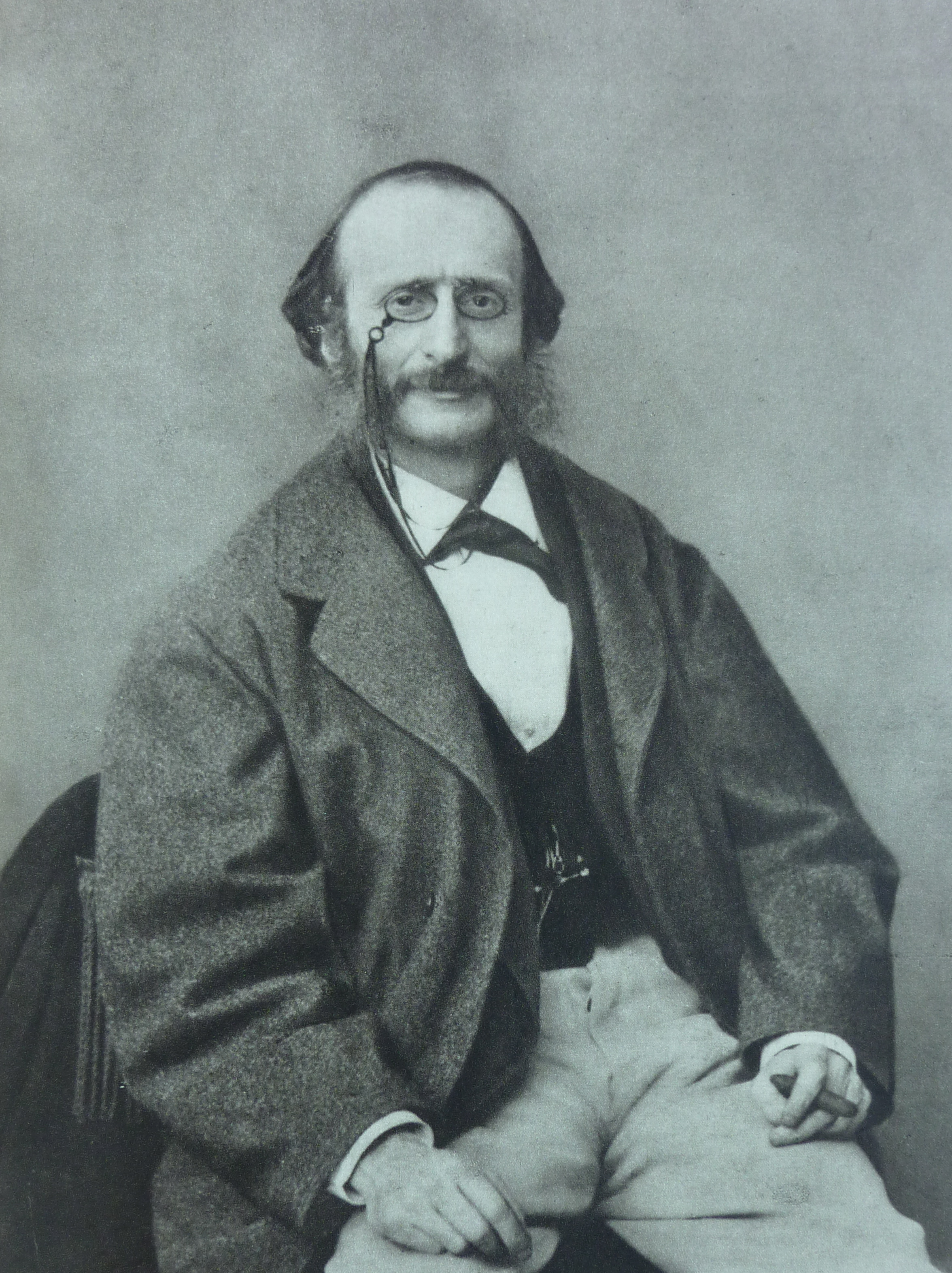
Jacques Ofenbach

Na rozdíl od měšťansky elegantní, byť groteskními situacemi opepřené komedie Voják čarodějem je Jana a Jan naivnější burleskní komedií z venkovského prostředí („paysannerie“), její humor je prostý a přímočarý, zakládá se zejména na převlecích (mlynářky Jany za jejího fiktivního bratra Jana, sedláka Cabochona za postarší mlynářku) a na fyzické akci. Název je odvozen ze známé Voltairovy básně Jean qui pleure et Jean qui rit o proměnlivosti lidské povahy, když je ten, kdo si ráno zoufal, schopen večer se radovat. Zápletka operety je založena na kontrastu těchto přístupů, který také posloužil jako inspirace pro Offenbachovu hudbu. Ta podle Offenbachova životopisce Jeana-Clauda Yona vyvažuje nedostatky libreta a nezdůrazňuje tentokrát grotesknost děje; vesnické prostředí je pojato spíše pastorálně. Francouzská kritika také nepřipodobňovala tuto operetu k jiným Offenbachovým parodiím, ale spíše k lyrické části jeho díla, jako Fortuniova píseň a Pastýři ze stejného období.(Ménéstrel) Félix Mornano v týdeníku La Comédie hudbu uvítal: „Pan Offenbach má dvě velké přednosti: melodičnost a rozmanitost. Melodii vkládá všude – oplývají jí ansámbly, recitativy, ritornely, orchestrace. Pokud je o rozmanitost, ta je přirozeným důsledkem jeho neúmorné plodnosti. […] Abychom vypočetli všechny krásy této partitury, museli bychom ji podrobně rozebrat celou.“ La Semaine musicale popisuje nadšení, které skladatel dokázal u publika vyvolat: „Rázem poznáváme pana Offenbacha, je to vpravdě muž Bouffes-Parisiens, jedinečný člověk, bůh!“ Recenzent Louis Roger mu sice vytýká, že se přizpůsobuje vkusu obecenstva, ale mírní svůj odsudek: „Zapomeňme tedy na páně Offenbachovy ústupky vládnoucímu vkusu a hleďme jen na jemné, originální a spontánní stránky jeho talentu.“ I úsudek recenzenta Revue et gazette musicale de Paris je příznivý jak pro „velmi zábavné“ libreto, tak pro „rozkošnou hudbu“; vyzdvihuje zejména Jeannin plačtivý kuplet „Ah! quel malheur“ a pijáckou píseň o cidru.
Český Offenbachův životopisec Miroslav Šulc operetu Jana pláče a Jan se směje označuje za frašku (stejně jak to činil už dobový tisk); podle něj „omšelou slovesnost [libreta] doplňuje tónová soustava hlavně o zvukomalebné prožitky“.
Pro Paříž držel Offenbach tuto operetu jistou dobu v záloze a použil ji až tehdy, kdy se o něco opozdily přípravy tříaktové opéry comique Pastýři. Pařížská premiéra se tak konala až 3. listopadu 1865, a to s původním obsazením až na to, že slečnu Albrechtovou, která v titulní roli slavila úspěchy v Bad Ems, nahradila offenbachovská diva a skladatelova milenka Zulma Bouffar. Ona a komik Désiré v převlekové roli Cabochona napomohli této drobnosti k úspěchu. Na programu Bouffes-Parisiens se udržela po řadu let.

## Inscenační historie

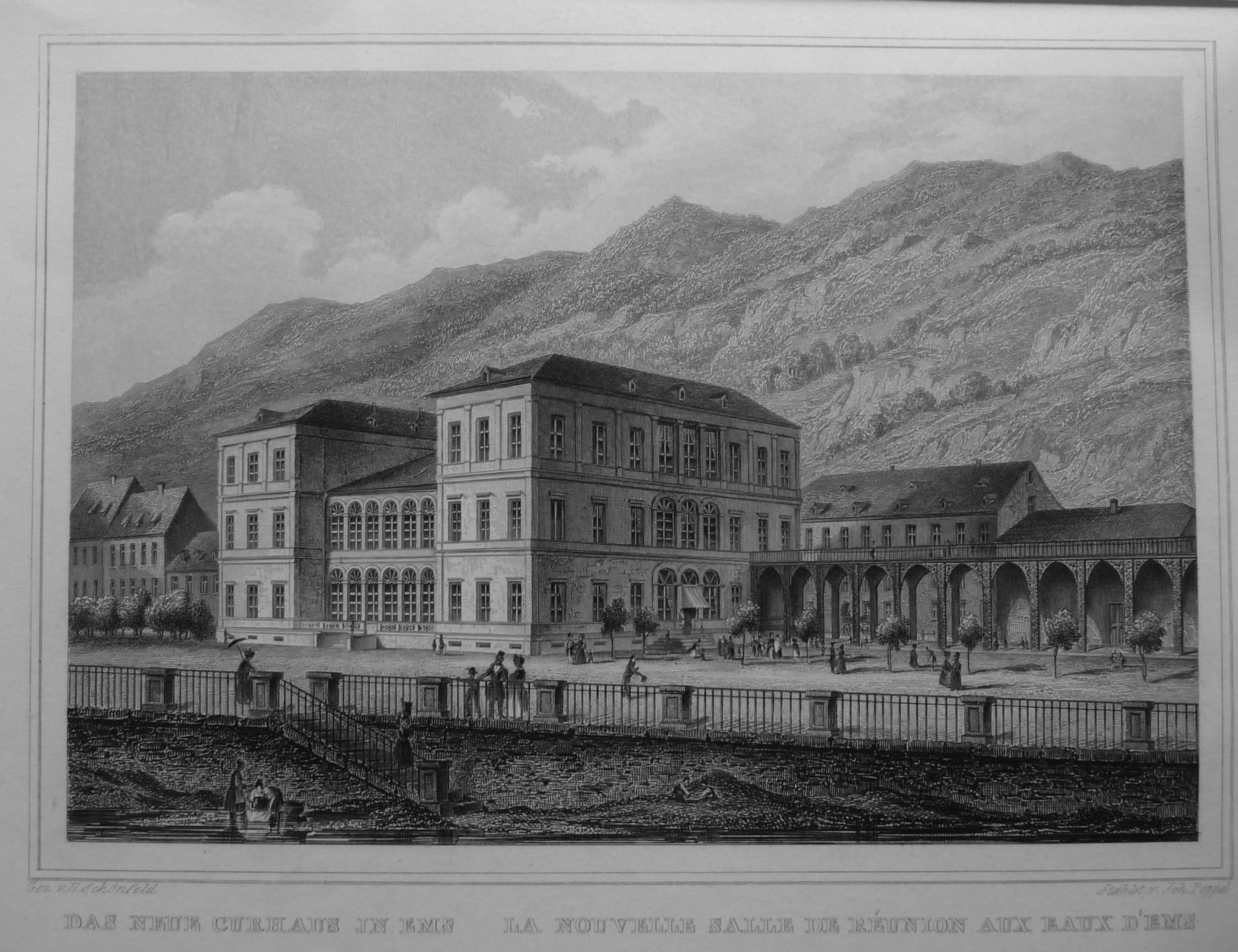
Lázeňský dům (Kursaal) v Bad Ems, kde měla opereta Jana pláče a Jan se směje světovou premiéru

V případě operety Jana pláče a Jan se směje měla Vídeň náskok před Paříží, kde její premiéru Offenbach oddaloval na vhodnou příležitost. Pod názvem Hanni weint – der Hansi lacht se vídeňská úprava hrála poprvé v divadle Carltheater dne 4. února 1865 – stejně jako u světové premiéry jí předcházel téhož večera Voják čaroděj, a obecenstvo tak mohlo porovnat obě díla stejně jako hosté v Bad Ems. Přitom dalo jasně přednost Janě a Janovi, ve které zaujaly divoké převlekové scény a výkon Amalie Kraftové v titulní úloze (byl to jeden z posledních triumfů oblíbené subrety, která na podzim 1865 onemocněla, postupně oslepla a 13. srpna 1866 zemřela). Recenzent Blätter für Musik, Theater und Kunst sice obecně skladateli vytýkal nedostatek inspirace, povšiml si však, že „hlavní rys partitury spočívá v hudebně šťastně vyjádřeném kontrastu mezi pláčem a smíchem, ze kterého Offenbach dokázal vytěžit přímo drastické efekty“. List Fremden-Blatt mínil: „V [této] operetě jsou převleky tím hlavním, hudba tím vedlejším. A i to málo je až na jeden tercet bezvýznamné.“ Rovněž recenzent Die Presse se domníval, že „Maestro se stává nudným a jeho libretisté s ním“. Přes své výhrady však museli recenzenti přiznat, že publikum přivítalo novou Offenbachovu práci i s jejím prostým humorem příznivě.
Následovaly další inscenace v německy mluvícím prostoru. Ještě roku 1865 se hrála mimo jiné ve Štýrském Hradci (Thaliatheater). Roku 1866 se Jana a Jan hráli v Berlíně., 4. listopadu 1868 měli premiéru v Lublani.
Do Uherska dorazila tato opereta nejprve v německé verzi do Pešťského městského divadla 23. září 1865. O rok později, 29. listopadu 1866, se konala premiéra v maďarském jazyce (jako Janka sír, Jankó nevet) v Národním divadle (Nemzeti Színház) v Pécsi. V Budapešti se maďarsky hrála až 18. ledna 1878 v novém překladu Jenő Rákosiho (Ancsi sír, Jancsi nevet) v Lidovém divadle (Népszínház).
V Dánsku se hrála v kodaňském divadle Casino od 2. března 1870. Dánské znění překladatele Augusta Zincka neslo název Jeanne græder og Jean ler. Tato inscenace neměla úspěch, po čtvrté repríze byla stažena, zato v lterech 1885/86 ji s úspěchem téměř čtyřicetkrát hrálo rovněž kodaňské divadlo Dagmarteatret.
Ve Španělsku – v Madridu – hrála Janu poprvé francouzská kočovná společnost 22. května 1861. Španělsky byla tato opereta uvedena poprvé roku 1871 v překladu Salvadora Maríi Granése a Vicenta de Lalamy jako Juana que llora y Juan que ríe v madridském Teatro de la Zarzuela. I v Portugalsku hrála tuto operetu prvně 29. ledna 1878 francouzská divadelní společnost, která hostovala v lisabonských divadlech Teatro del Gymnasio a v Teatro dos Recreios Whyttoyne.
Do Itálie přivezly operetu Jana pláče a Jan se směje v originálním znění francouzské kočovné divadelní společnosti. Byla to zejména společnost Eugèna Meynardiera, která ji hrála v letech 1866 a 1867 v Miláně, divadle Teatro Re, a v roce 1866 v Turíně, Teatro d'Angennes. Další byla společnost sourozenců Grégoirových pro něž napsal Offenbach operetu Petřička a Žak; uvedli ji mimo jiné v říjnu 1869 v Janově, Arena Alessi, a v listopadu 1874 v Benátkách, Teatro Rossini. Téhož roku zakoupilo autorská práva pro Itálii nakladatelství Sonzongo.
Opereta Jana pláče a Jan se směje se hrála, a to zejména v německy mluvícím prostoru, běžně do první třetiny 20. století. Od druhé světové války je inscenována velmi zřídka. Zmínit lze inscenaci v Gießenu z roku 1961 pod názvem Die Liebesmühle. Ke znovuobjevení původní verze operety přispělo roku 1998 koncertní provedení na Festivalu Jacquese Offenbacha v Bad Ems, jakož i inscenace pařížského divadélka Studio Rapsail roku 2010 a inscenace na letním festivalu Opéra de Barie v roce 2014.

### České země

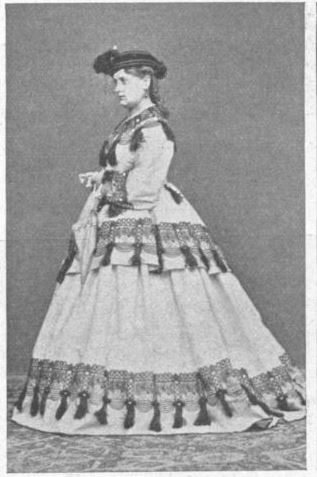
Amalie Kraft, první vídeňská a brněnská Jeanne (Hanni)

V českých zemích uvedlo operetu Jana pláče a Jan se směje (ve vídeňské úpravě) poprvé Městské divadlo v Brně 29. července 1865 – i česká premiéra tedy předstihla pařížskou. Přivezla ji pro svou benefici z Vídně, kde premiérovala hlavní roli, herečka a zpěvačka Amalie Kraftová. Opereta měla úspěch (v brněnském divadle se pak hrála nejsoustavněji) a kritika našla v partituře „několik vskutku pikantních čísel“ – milostný duet, pijácká píseň a naříkavá píseň musely být při premiéře opakovány.
Mnohem menší ohlas měla inscenace v Městském divadle v Litoměřicích 21. prosince 1865. Podle kritiky byla chvatně nastudovaná a v titulní roli musela místní operetní zpěvačku slečnu Mussikovou (Mužíkovou) nahradit „lokální zpěvačka“ paní Denemyová. Recenzent místního listu ani nechtěl hodnotit její pěvecký výkon, hlavně že „vypadala rozkošně a předvedla dobrou náladu a svěží hru“. Opereta se proto neukázala v nejlepším světle, a možná i proto nabyl kritik Leitmeritzer Wochenblattu názoru, že „je rozhodně jedním z nejslabších produktů Mistra Offenbacha stěží se dočká více repríz. Původní myšlenky, melodie či jiné hudební prostředky tato zpěvohra podle subjektivního mínění recenzenta zcela postrádá.“
Brzy se hrála i na jiných lokálních německých scénách. 3. května 1866 poprvé, s doprovodem zjišťovaným vojenskou hudbou c. k. pěšího pluku prince Gustava Vasy, v olomouckém Městském divadle. Podle olomouckých novin v málo navštíveném divadle Offenbachova opereta „dosáhla jen pochybného úspěchu, byť herci věnovali svým úlohám značné úsilí“. Následovalo (staré) Městské divadlo v Plzni 23. března 1867. Až s více než pětiletým zpožděním po vídeňské premiéře ji 29. dubna 1870 hrálo i Německé zemské divadlo v Praze – s větším úspěchem u publika než v Litoměřicích či Olomouci – a následovala další oblastní divadla (1871 a 1874 Plzeň, 1876 Mikulov, 1881 Opava…), jakož i reprízy u profesionálních i amatérských souborů (např. spolek 1. Iglauer Zitherkranz v Jihlavě roku 1923) až do 20. let 20. století.
Na rozdíl od jiných Offenbachových děl, která mívala v 60. a 70. letech 19. století premiéru vesměs v Prozatímním divadle, uvedla premiéru této operety v českém překladu Josefa Jiřího Stankovského pod názvem Kačenka pláče, Jeníček se směje divadelní společnost Pavla Švandy ze Semčic. Stalo se tak v nově postavené Aréně v Eggenberku (také zvané Aréna v Lesíčku) na Smíchově dne 4. srpna 1871. Švandova společnost i pak uváděla i na svých jiných působištích – například 10. října 1871 poprvé v městském divadle v Plzni. Nenáročnou operetu hrála i později pod kolísajícími tituly (Madelon hezká mlynářka, Jeanne pláče, Jean se směje, Kačenka pláče a Honzík/Jeník se směje, Jeníček se směje, Kačenka pláče, Hanička pláče – Honzík se směje…) amatérská či kočovná divadla; značnou část českého venkova s ní například projezdila společnost Elišky Zöllnerové, ač jen ve velmi skromné hudební podobě. 16. dubna 1918 uvedlo novou inscenaci pražské Divadlo Varieté. A ještě roku 1955 se hrála (pod názvem Madelon, mlynářka hezká) v pražské Ledeburské zahradě; letní představení organizovalo Kulturní a společenské středisko ÚNV hlavního města Prahy.

## Osoby a první obsazení
| osoba             | hlasový obor | světová premiéra (19.7.1864 / 3.11.1865) | vídeňská premiéra (4.2.1865) | česká premiéra (29.7.1865) | premiéra v češtině (4.8.1871) |
| ----------------- | ------------ | ---------------------------------------- | ---------------------------- | -------------------------- | ----------------------------- |
| Jeanne/Jean       | soprán       | Albrecht / Zulma (vl. jm. Magdelaine)    | Amalie Kraft                 | Amalie Kraft               | Františka Vidimská            |
| Cabochon, sedlák  | baryton      | Désiré (vl. jm. Amable Courtecuisse)     | Wilhelm Knaack               | Rudolf Rusa                | Jindřich Vilhelm              |
| Nicolas, jeho syn | tenor        | Jean-Paul                                | Josef Matras                 | Julius Gutenthal           | Jan Trochlil                  |
| Savinien, mlynář  | tenor        | Pelva                                    | Albert Telek                 | Heim                       | Josef Kysela                  |
| Dirigent:         | Dirigent:    | Jacques Offenbach                        | Alfons Czibulka              | Kleer                      | Mořic Stanislav Anger         |

## Děj operety

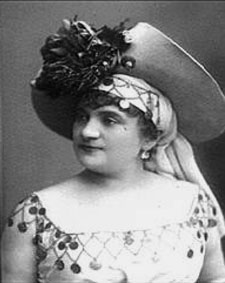
Zulma Bouffar, Jeanne v první pařížské inscenaci

(Místnost ve větrném mlýně) Mladá mlynářka Jeanne a její milý Savinien rozbíjejí nábytek i nádobí ve mlýně. Jeannin kmotr totiž odkázal mlýn jí, ale takovým způsobem, že ho má prodán v dražbě prodat místní notář a Jeanne si má vzít vydražitele. Jeanne však miluje Saviniena, a proto se snaží snížit hodnotu mlýna, aby na něj stačily Savinienovy úspory a aby se o něj nehlásili jiní zájemci. O mlýn projevil zájem prohnaný tlustý sedlák Cabochon se svým nedovtipným synem Nicolasem a Jeanne a Savinien doufají, že je spoušť ve světnici odradí. Savinien je sám majitelem malého vodního mlýna a ujišťuje Jeanne o své lásce – vždyť mlynář a mlynářka jsou stvořeni pro sebe (č. 1 romance Le ruisseau qui prend sa source a č. 2 duet Vous m'aimez donc! … Il faut qu'une meunière épouse un meunier).
Cabochon otec a syn se blíží a Jeanne i Savinien se ukryjí. Cabochon je rozhodnut koupit mlýn a oženit svého syna s mlynářkou. Nicolas se vzpírá, raději by si vzal sousedku Tapotte. Jenže to je dívka rázná a inteligentní a zná Cabochonovy příliš dobře, proto ji sedlák za snachu nechce a syna udržuje v domnění, že dosud není zletilý, protože „roky, kdy nedozrála jablka, se nepočítají“. Když Nicolas rezignuje a jen si přeje, aby s jeho nevěstou byla legrace, Jeanne to slyší a ukáže se v slzách. Hraje ubrečenou dívku, kterou sebemenší nehoda – když zašlápne kotě, když jí nenese slepice – pohne k slzám (č. 3 kuplet Ah! quel malheur! Ah! quell' douleur). A cokoli jí připomene zesnulého kmotra – nápadníkovy kadeře, zmínka o notáři, ba prakticky všechno ve mlýně – ji rozpláče k neutišení. Nicolas o takovou nevěstu příliš nestojí, ale jeho otec mu vládne pevnou rukou a nedá se odradit.
Jeanne tedy dostane nový nápad. Předstírá, že má mladšího bratra, kterého kmotrův testament určil jako nedílné příslušenství mlýna. Odchází ho zavolat a přinést cidr. Nicolas srovnává tuto fňuknu se živou a veselou Tapotte (č. 4 kuplet Ah! quell' bell' fill' que Tapotte!). Navíc se mu nechce být mlynářem, ale otec ho opět zkrotí.
Přichází Jeanne přestrojená za „Jeana“ – raubířského mládence, který všechno zničí, s každým se pere a rád se napije (č. 5 tercet Viv' le plaisir et les torgnoles). „Jean“ se s pýchou hlásí ke spoušti, která v mlýně panuje, a hostům nalévá cidr, jemuž věnuje oslavnou píseň (č. 5 bis píseň o cidru Doux jus de la pomme). Zatímco Jeanne plakala, zdá se „Jean“ otci a synovi Cabochonům veselý až příliš. „Jean“ tvrdí, že má brzy přijít bohatý kupec jménem Rabajou, který se uchází o mlýn a mlynářku, i když ji osobně nezná, a jistě nabídne více peněz než Cabochon. Starý Cabochon ale dostane nápad, jak se nevítaného konkurenta zbavit. K tomu potřebuje volné pole, a tak pověřuje Nicolase, aby odvedl a zabavil „Jeana“.
„Jean“ a Nicolas tedy zůstanou sami. Nicolas vykonává otcovy pokyny, ale v rozhovoru s „Jeanem“ dojde řeč na jeho věk a „Jean“ mu vysvětlí, že plodnost jabloní nemá vliv na dosažení plnoletosti. To pro Nicolase mění situaci: už nemusí poslouchat otce a může si vzít svou Tapotte. Rozradostněného Nicolase posílá „Jean“ do sklepa na další cidr. Než Jeanne sestoupí za Nicolasem, setká se se Savinienem, který se vrátil v přestrojení za bohatého kupce, a varuje ho před prohnaným Cabochonem.
A ten skutečně připravil lest: přichází v ženském oděvu a vydává se za mlynářku, dosti nevábného vzhledu i povahy (č. 6 kuplet Je suis la gentille meunière). Vším se snaží nápadníka odradit, ale kupodivu ať řekne, co chce, v očích kupce je čím dál přitažlivější. „Rabajou“-Savinien si prostě nedá nic vymluvit a je rozhodnut koupit mlýn a oženit se s mlynářkou; vtiskne Cabochonovi mlaskavý polibek a odchází. Cabochon je zcela zmaten, a navíc se podroušený Nicolas vzpouzí otcově autoritě. Cabochon chce běžet rychle za notářem, aby předběhl „Rabajoua“, ale zastaví je Jeanne opět ve své ženské podobě. Varuje oba Cabochony, že „Rabajou“ na ně poslal pacholky a že je i její bratr chce zbít. Radí jim, aby se ukryli do pytlů od mouky a od uhlí. Otec a syn poslechnou a Jeanne poté sehraje rozhovor mezi „Jeanne“ a „Jeanem“. Jako rozjívený „Jean“ buší do pytlů a jako plačtivá „Jeanne“ schované nápadníky varuje, aby se neprozradili, nebo bude ještě hůře (č. 7 tercet Ah! cré coquin! Ah! saprelotte).
Jejich trápení učiní konec až návrat Saviniena. Ten mezitím u notáře dokázal získat mlýn a tím i mlynářku pro sebe. Jeanne osvobozuje své zajatce. Otec Cabachon musí na mlýn rezignovat a svému synovi povolit svatbu s Tapotte. Uznává svou porážku a skládá poklonu Jeanninu důvtipu. A tak končí historka k smíchu i k pláči o Jeanne a Jeanovi (č. 8 závěrečný kuplet Messieurs, faut-il rire ou pleurer).

## Instrumentace
(Pařížská verze) Dvě flétny (2. též pikola), hoboj, dva klarinety, fagot; dva lesní rohy, dvě trubky, pozoun; tympány, bicí souprava; smyčcové nástroje (housle, violy, violoncella, kontrabasy). 
(Vídeňská verze) Dvě flétny (2. též pikola), dva hoboje, dva klarinety, dva fagoty; dva lesní rohy, dvě trubky, tři pozouny; tympány, bicí souprava; smyčcové nástroje.

## Nahrávky
- 1973 Zpívají: (Jeanne) Lina Dachary, (Cabochon) Joseph Peyron, (Nicolas) Bernard Plantey a (Savinien) Jean-Pierre Chevalier, Choeur et Orchestre lyrique de l'O.R.T.F. řídí Raymond Chevreux (dosud nevydaná nahrávka francouzského rozhlasu).
- 1998 Zpívají (Hannchen = Jeanne) Maria Leyer, (Killian = Savinien) Wilhelm Hartmann, (Mosthuber = Cabochon) Karl Fäth, (Niklas = Nicolas) Edgar Schäfer, vypravěč Ernst Hilbich. WDR Funkhausorchester řídí Helmut Froschauer. Rozhlasová nahrávka vydána na kompilaci Offenbach ‎– Mästerlig Underhållning (International Masters Publishers BV, 2004) a na kompilaci Offenbach Festival Vol. 2 (Capriccio 2010, jen hudební čísla).